# Сариев, Саят Ерланович
Саят Ерланович Сариев (каз. Сариев Саят Ерланұлы; род. 15 октября 1992, село Крупское, Талды-Курганский район, Талды-Курганская область, Казахстан) — казахстанский футболист, полузащитник, защитник.
В 2007 году сыграл в четырёх матчах первой лиги Казахстана за команду «Жетысу-2». В следующих сезонах играл за дублирующий состав «Жетысу». За главную команду дебютировал в 2010 году. Всего в казахстанской Премьер-лиге сыграл более 100 матчей, в 2011 году став вместе с командой вице-чемпионом страны.
Играл за молодёжную сборную Казахстана, в том числе в отборочных турнирах чемпионата Европы среди молодёжных команд 2013 и 2015 и на Кубке Содружества 2013.
В ночь с 27 на 28 ноября 2017 года, будучи нетрезвым, выстрелил из пистолета в своего односельчанина, в результате чего потерпевший скончался. Осуждён и приговорён к 9 годам лишения свободы с отбыванием наказания в учреждении уголовно-исполнительной системы максимальной безопасности.